# 1466
Portal Geschichte | Portal Biografien | Aktuelle Ereignisse | Jahreskalender | Tagesartikel

◄ |
14. Jahrhundert |
15. Jahrhundert
| 16. Jahrhundert | ►

◄ |
1430er |
1440er |
1450er |
1460er
| 1470er | 1480er | 1490er | ►

◄◄ |
◄ |
1462 |
1463 |
1464 |
1465 |
1466
| 1467 | 1468 | 1469 | 1470 | ► | ►►
Staatsoberhäupter  · Nekrolog
| Januar | Januar | Januar | Januar | Januar | Januar | Januar | Januar |
| Kw     | Mo     | Di     | Mi     | Do     | Fr     | Sa     | So     |
| ------ | ------ | ------ | ------ | ------ | ------ | ------ | ------ |
| 1      |        |        | 1      | 2      | 3      | 4      | 5      |
| 2      | 6      | 7      | 8      | 9      | 10     | 11     | 12     |
| 3      | 13     | 14     | 15     | 16     | 17     | 18     | 19     |
| 4      | 20     | 21     | 22     | 23     | 24     | 25     | 26     |
| 5      | 27     | 28     | 29     | 30     | 31     |        |        |

| Februar | Februar | Februar | Februar | Februar | Februar | Februar | Februar |
| Kw      | Mo      | Di      | Mi      | Do      | Fr      | Sa      | So      |
| ------- | ------- | ------- | ------- | ------- | ------- | ------- | ------- |
| 5       |         |         |         |         |         | 1       | 2       |
| 6       | 3       | 4       | 5       | 6       | 7       | 8       | 9       |
| 7       | 10      | 11      | 12      | 13      | 14      | 15      | 16      |
| 8       | 17      | 18      | 19      | 20      | 21      | 22      | 23      |
| 9       | 24      | 25      | 26      | 27      | 28      |         |         |

| März | März | März | März | März | März | März | März |
| Kw   | Mo   | Di   | Mi   | Do   | Fr   | Sa   | So   |
| ---- | ---- | ---- | ---- | ---- | ---- | ---- | ---- |
| 9    |      |      |      |      |      | 1    | 2    |
| 10   | 3    | 4    | 5    | 6    | 7    | 8    | 9    |
| 11   | 10   | 11   | 12   | 13   | 14   | 15   | 16   |
| 12   | 17   | 18   | 19   | 20   | 21   | 22   | 23   |
| 1    | 24   | 25   | 26   | 27   | 28   | 29   | 30   |
| 14   | 31   |      |      |      |      |      |      |

| April | April | April | April | April | April | April | April |
| Kw    | Mo    | Di    | Mi    | Do    | Fr    | Sa    | So    |
| ----- | ----- | ----- | ----- | ----- | ----- | ----- | ----- |
| 14    |       | 1     | 2     | 3     | 4     | 5     | 6     |
| 15    | 7     | 8     | 9     | 10    | 11    | 12    | 13    |
| 16    | 14    | 15    | 16    | 17    | 18    | 19    | 20    |
| 17    | 21    | 22    | 23    | 24    | 25    | 26    | 27    |
| 18    | 28    | 29    | 30    |       |       |       |       |

| Mai | Mai | Mai | Mai | Mai | Mai | Mai | Mai |
| Kw  | Mo  | Di  | Mi  | Do  | Fr  | Sa  | So  |
| --- | --- | --- | --- | --- | --- | --- | --- |
| 18  |     |     |     | 1   | 2   | 3   | 4   |
| 19  | 5   | 6   | 7   | 8   | 9   | 10  | 11  |
| 20  | 12  | 13  | 14  | 15  | 16  | 17  | 18  |
| 21  | 19  | 20  | 21  | 22  | 23  | 24  | 25  |
| 22  | 26  | 27  | 28  | 29  | 30  | 31  |     |

| Juni | Juni | Juni | Juni | Juni | Juni | Juni | Juni |
| Kw   | Mo   | Di   | Mi   | Do   | Fr   | Sa   | So   |
| ---- | ---- | ---- | ---- | ---- | ---- | ---- | ---- |
| 22   |      |      |      |      |      |      | 1    |
| 23   | 2    | 3    | 4    | 5    | 6    | 7    | 8    |
| 24   | 9    | 10   | 11   | 12   | 13   | 14   | 15   |
| 25   | 16   | 17   | 18   | 19   | 20   | 21   | 22   |
| 26   | 23   | 24   | 25   | 26   | 27   | 28   | 29   |
| 27   | 30   |      |      |      |      |      |      |

| Juli | Juli | Juli | Juli | Juli | Juli | Juli | Juli |
| Kw   | Mo   | Di   | Mi   | Do   | Fr   | Sa   | So   |
| ---- | ---- | ---- | ---- | ---- | ---- | ---- | ---- |
| 27   |      | 1    | 2    | 3    | 4    | 5    | 6    |
| 2    | 7    | 8    | 9    | 10   | 11   | 12   | 13   |
| 29   | 14   | 15   | 16   | 17   | 18   | 19   | 20   |
| 30   | 21   | 22   | 23   | 24   | 25   | 26   | 27   |
| 31   | 28   | 29   | 30   | 31   |      |      |      |

| August | August | August | August | August | August | August | August |
| Kw     | Mo     | Di     | Mi     | Do     | Fr     | Sa     | So     |
| ------ | ------ | ------ | ------ | ------ | ------ | ------ | ------ |
| 31     |        |        |        |        | 1      | 2      | 3      |
| 32     | 4      | 5      | 6      | 7      | 8      | 9      | 10     |
| 33     | 11     | 12     | 13     | 14     | 15     | 16     | 17     |
| 34     | 18     | 19     | 20     | 21     | 22     | 23     | 24     |
| 35     | 25     | 26     | 27     | 28     | 29     | 30     | 31     |

| September | September | September | September | September | September | September | September |
| Kw        | Mo        | Di        | Mi        | Do        | Fr        | Sa        | So        |
| --------- | --------- | --------- | --------- | --------- | --------- | --------- | --------- |
| 36        | 1         | 2         | 3         | 4         | 5         | 6         | 7         |
| 37        | 8         | 9         | 10        | 11        | 12        | 13        | 14        |
| 38        | 15        | 16        | 17        | 18        | 19        | 20        | 21        |
| 39        | 22        | 23        | 24        | 25        | 26        | 27        | 28        |
| 40        | 29        | 30        |           |           |           |           |           |

| Oktober | Oktober | Oktober | Oktober | Oktober | Oktober | Oktober | Oktober |
| Kw      | Mo      | Di      | Mi      | Do      | Fr      | Sa      | So      |
| ------- | ------- | ------- | ------- | ------- | ------- | ------- | ------- |
| 40      |         |         | 1       | 2       | 3       | 4       | 5       |
| 41      | 6       | 7       | 8       | 9       | 10      | 11      | 12      |
| 42      | 13      | 14      | 15      | 16      | 17      | 18      | 19      |
| 43      | 20      | 21      | 22      | 23      | 24      | 25      | 26      |
| 44      | 27      | 28      | 29      | 30      | 31      |         |         |

| November | November | November | November | November | November | November | November |
| Kw       | Mo       | Di       | Mi       | Do       | Fr       | Sa       | So       |
| -------- | -------- | -------- | -------- | -------- | -------- | -------- | -------- |
| 44       |          |          |          |          |          | 1        | 2        |
| 45       | 3        | 4        | 5        | 6        | 7        | 8        | 9        |
| 46       | 10       | 11       | 12       | 13       | 14       | 15       | 16       |
| 47       | 17       | 18       | 19       | 20       | 21       | 22       | 23       |
| 48       | 24       | 25       | 26       | 27       | 28       | 29       | 30       |

| Dezember | Dezember | Dezember | Dezember | Dezember | Dezember | Dezember | Dezember |
| Kw       | Mo       | Di       | Mi       | Do       | Fr       | Sa       | So       |
| -------- | -------- | -------- | -------- | -------- | -------- | -------- | -------- |
| 49       | 1        | 2        | 3        | 4        | 5        | 6        | 7        |
| 50       | 8        | 9        | 10       | 11       | 12       | 13       | 14       |
| 51       | 15       | 16       | 17       | 18       | 19       | 20       | 21       |
| 52       | 22       | 23       | 24       | 25       | 26       | 27       | 28       |
| 1        | 29       | 30       | 31       |          |          |          |          |

| Januar | Januar | Januar | Januar | Januar | Januar | Januar | Januar |
| Kw     | Mo     | Di     | Mi     | Do     | Fr     | Sa     | So     |
| ------ | ------ | ------ | ------ | ------ | ------ | ------ | ------ |
| 1      |        |        | 1      | 2      | 3      | 4      | 5      |
| 2      | 6      | 7      | 8      | 9      | 10     | 11     | 12     |
| 3      | 13     | 14     | 15     | 16     | 17     | 18     | 19     |
| 4      | 20     | 21     | 22     | 23     | 24     | 25     | 26     |
| 5      | 27     | 28     | 29     | 30     | 31     |        |        |

| Februar | Februar | Februar | Februar | Februar | Februar | Februar | Februar |
| Kw      | Mo      | Di      | Mi      | Do      | Fr      | Sa      | So      |
| ------- | ------- | ------- | ------- | ------- | ------- | ------- | ------- |
| 5       |         |         |         |         |         | 1       | 2       |
| 6       | 3       | 4       | 5       | 6       | 7       | 8       | 9       |
| 7       | 10      | 11      | 12      | 13      | 14      | 15      | 16      |
| 8       | 17      | 18      | 19      | 20      | 21      | 22      | 23      |
| 9       | 24      | 25      | 26      | 27      | 28      |         |         |

| März | März | März | März | März | März | März | März |
| Kw   | Mo   | Di   | Mi   | Do   | Fr   | Sa   | So   |
| ---- | ---- | ---- | ---- | ---- | ---- | ---- | ---- |
| 9    |      |      |      |      |      | 1    | 2    |
| 10   | 3    | 4    | 5    | 6    | 7    | 8    | 9    |
| 11   | 10   | 11   | 12   | 13   | 14   | 15   | 16   |
| 12   | 17   | 18   | 19   | 20   | 21   | 22   | 23   |
| 1    | 24   | 25   | 26   | 27   | 28   | 29   | 30   |
| 14   | 31   |      |      |      |      |      |      |

| April | April | April | April | April | April | April | April |
| Kw    | Mo    | Di    | Mi    | Do    | Fr    | Sa    | So    |
| ----- | ----- | ----- | ----- | ----- | ----- | ----- | ----- |
| 14    |       | 1     | 2     | 3     | 4     | 5     | 6     |
| 15    | 7     | 8     | 9     | 10    | 11    | 12    | 13    |
| 16    | 14    | 15    | 16    | 17    | 18    | 19    | 20    |
| 17    | 21    | 22    | 23    | 24    | 25    | 26    | 27    |
| 18    | 28    | 29    | 30    |       |       |       |       |

| Mai | Mai | Mai | Mai | Mai | Mai | Mai | Mai |
| Kw  | Mo  | Di  | Mi  | Do  | Fr  | Sa  | So  |
| --- | --- | --- | --- | --- | --- | --- | --- |
| 18  |     |     |     | 1   | 2   | 3   | 4   |
| 19  | 5   | 6   | 7   | 8   | 9   | 10  | 11  |
| 20  | 12  | 13  | 14  | 15  | 16  | 17  | 18  |
| 21  | 19  | 20  | 21  | 22  | 23  | 24  | 25  |
| 22  | 26  | 27  | 28  | 29  | 30  | 31  |     |

| Juni | Juni | Juni | Juni | Juni | Juni | Juni | Juni |
| Kw   | Mo   | Di   | Mi   | Do   | Fr   | Sa   | So   |
| ---- | ---- | ---- | ---- | ---- | ---- | ---- | ---- |
| 22   |      |      |      |      |      |      | 1    |
| 23   | 2    | 3    | 4    | 5    | 6    | 7    | 8    |
| 24   | 9    | 10   | 11   | 12   | 13   | 14   | 15   |
| 25   | 16   | 17   | 18   | 19   | 20   | 21   | 22   |
| 26   | 23   | 24   | 25   | 26   | 27   | 28   | 29   |
| 27   | 30   |      |      |      |      |      |      |

| Juli | Juli | Juli | Juli | Juli | Juli | Juli | Juli |
| Kw   | Mo   | Di   | Mi   | Do   | Fr   | Sa   | So   |
| ---- | ---- | ---- | ---- | ---- | ---- | ---- | ---- |
| 27   |      | 1    | 2    | 3    | 4    | 5    | 6    |
| 2    | 7    | 8    | 9    | 10   | 11   | 12   | 13   |
| 29   | 14   | 15   | 16   | 17   | 18   | 19   | 20   |
| 30   | 21   | 22   | 23   | 24   | 25   | 26   | 27   |
| 31   | 28   | 29   | 30   | 31   |      |      |      |

| August | August | August | August | August | August | August | August |
| Kw     | Mo     | Di     | Mi     | Do     | Fr     | Sa     | So     |
| ------ | ------ | ------ | ------ | ------ | ------ | ------ | ------ |
| 31     |        |        |        |        | 1      | 2      | 3      |
| 32     | 4      | 5      | 6      | 7      | 8      | 9      | 10     |
| 33     | 11     | 12     | 13     | 14     | 15     | 16     | 17     |
| 34     | 18     | 19     | 20     | 21     | 22     | 23     | 24     |
| 35     | 25     | 26     | 27     | 28     | 29     | 30     | 31     |

| September | September | September | September | September | September | September | September |
| Kw        | Mo        | Di        | Mi        | Do        | Fr        | Sa        | So        |
| --------- | --------- | --------- | --------- | --------- | --------- | --------- | --------- |
| 36        | 1         | 2         | 3         | 4         | 5         | 6         | 7         |
| 37        | 8         | 9         | 10        | 11        | 12        | 13        | 14        |
| 38        | 15        | 16        | 17        | 18        | 19        | 20        | 21        |
| 39        | 22        | 23        | 24        | 25        | 26        | 27        | 28        |
| 40        | 29        | 30        |           |           |           |           |           |

| Oktober | Oktober | Oktober | Oktober | Oktober | Oktober | Oktober | Oktober |
| Kw      | Mo      | Di      | Mi      | Do      | Fr      | Sa      | So      |
| ------- | ------- | ------- | ------- | ------- | ------- | ------- | ------- |
| 40      |         |         | 1       | 2       | 3       | 4       | 5       |
| 41      | 6       | 7       | 8       | 9       | 10      | 11      | 12      |
| 42      | 13      | 14      | 15      | 16      | 17      | 18      | 19      |
| 43      | 20      | 21      | 22      | 23      | 24      | 25      | 26      |
| 44      | 27      | 28      | 29      | 30      | 31      |         |         |

| November | November | November | November | November | November | November | November |
| Kw       | Mo       | Di       | Mi       | Do       | Fr       | Sa       | So       |
| -------- | -------- | -------- | -------- | -------- | -------- | -------- | -------- |
| 44       |          |          |          |          |          | 1        | 2        |
| 45       | 3        | 4        | 5        | 6        | 7        | 8        | 9        |
| 46       | 10       | 11       | 12       | 13       | 14       | 15       | 16       |
| 47       | 17       | 18       | 19       | 20       | 21       | 22       | 23       |
| 48       | 24       | 25       | 26       | 27       | 28       | 29       | 30       |

| Dezember | Dezember | Dezember | Dezember | Dezember | Dezember | Dezember | Dezember |
| Kw       | Mo       | Di       | Mi       | Do       | Fr       | Sa       | So       |
| -------- | -------- | -------- | -------- | -------- | -------- | -------- | -------- |
| 49       | 1        | 2        | 3        | 4        | 5        | 6        | 7        |
| 50       | 8        | 9        | 10       | 11       | 12       | 13       | 14       |
| 51       | 15       | 16       | 17       | 18       | 19       | 20       | 21       |
| 52       | 22       | 23       | 24       | 25       | 26       | 27       | 28       |
| 1        | 29       | 30       | 31       |          |          |          |          |

## Ereignisse

### Politik und Weltgeschehen

#### Heiliges Römisches Reich
- 21. Januar: Im Vertrag von Soldin erkennen die Herzöge Erich II. und Wartislaw X. von Pommern unter Vermittlung des Herzogs Heinrich IV. von Mecklenburg die Lehnshoheit des Kurfürstentums Brandenburg über das Herzogtum Pommern an.

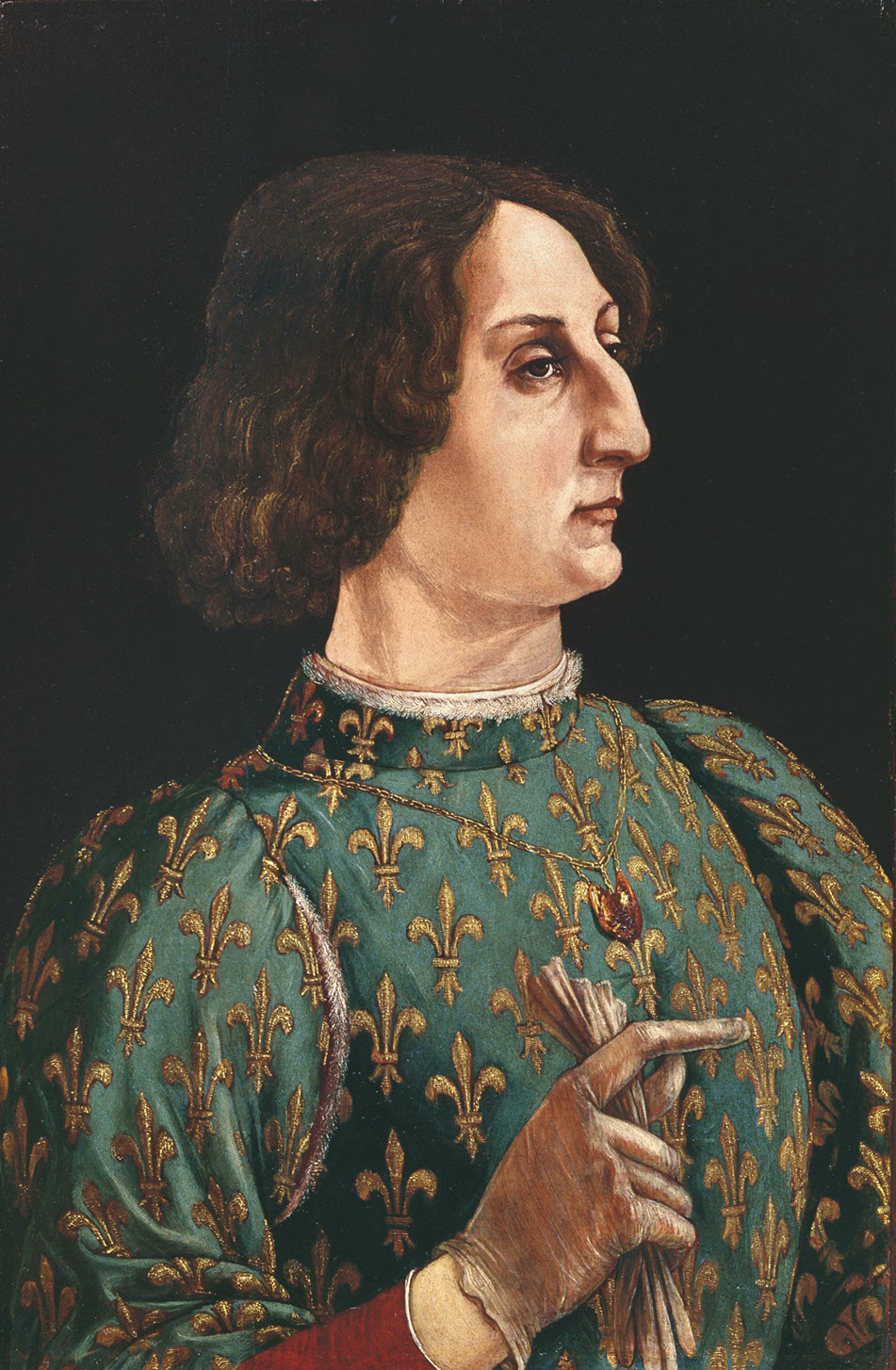
Galeazzo Maria Sforza, Portrait von Piero del Pollaiuolo

- 22. April: Galeazzo Maria Sforza folgt seinem verstorbenen Vater Francesco I. Sforza als Herzog von Mailand auf den Thron. Er befindet sich zu diesem Zeitpunkt gerade in Frankreich, um dort König Ludwig XI. gegen aufständische Adlige um Karl den Kühnen zu unterstützen. Auf dem Heimweg muss er den Machtbereich des verfeindeten Herzogs von Savoyen Amadeus IX. durchqueren. Dabei wird er erkannt und muss Zuflucht in einer Abtei nehmen, wo er sich mit seinem Gefolge verschanz. Auf Vermittlung seiner Mutter erhält er jedoch freies Geleit und zieht am 20. März in Mailand ein. Im selben Jahr heiratet er Dorotea Gonzaga, Tochter des Luigi III. Gonzaga, Markgraf von Mantua.
- 17. Juni: Mülhausen schließt auf 25 Jahre ein Schutzbündnis mit der Eidgenossenschaft.
- August: Bei einem Turnier in Regensburg versammelt sich eine Gesellschaft aus Rittern des Straubinger Landes und gründet die „Gesellschaft vom Eingehürn“, die später als Böcklerbund bekannt wird.
- 25./26. September: Nach dem Tod Ulrichs I. übernimmt seine Gattin Theda mit Unterstützung des Häuptlings Sibet Attena die Amtsgeschäfte des Hauses Cirksena in Ostfriesland.

#### Nordosteuropa

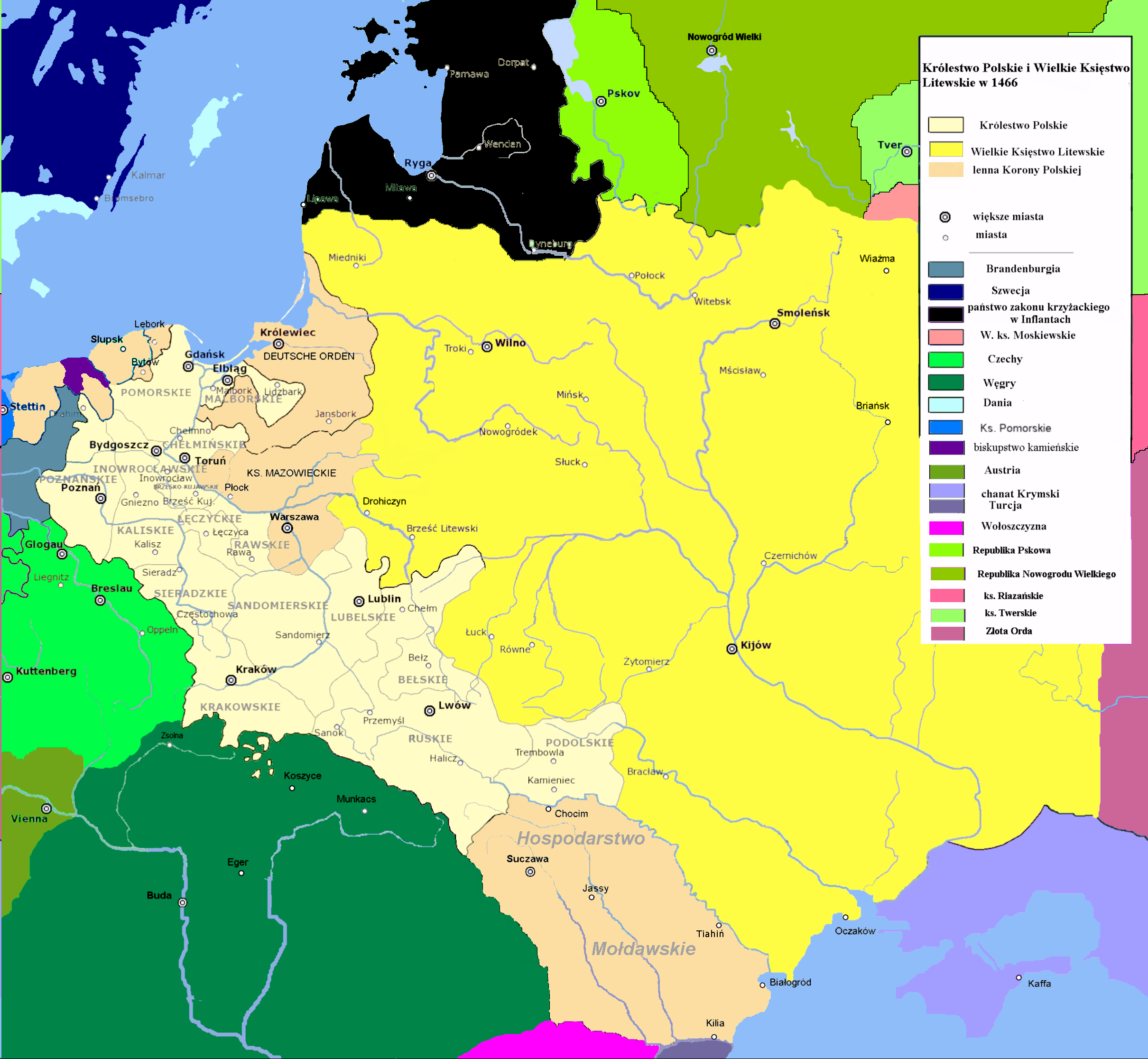
Osteuropa 1466

- 19. Oktober: Im nach intensiven Verhandlungen unter Vermittlung des päpstlichen Legaten Rudolf von Rüdesheim im Artushof in Toruń geschlossenen Zweiten Frieden von Thorn, mit dem der 1454 begonnene Preußische Städtekrieg beendet wird, muss der Deutschritterorden Pommerellen, das Kulmer Land und Elbing abtreten und die Oberhoheit des polnischen Königs Kasimir IV. anerkennen. Der Vertrag wird von Papst Paul II. ausdrücklich zurückgewiesen, da er aus der Sicht des Papstes formal nicht rechtskräftig ist. Dies zieht jedoch aufgrund der machtpolitischen Schwäche des Papsttums keine Konsequenzen nach sich.

#### Südosteuropa

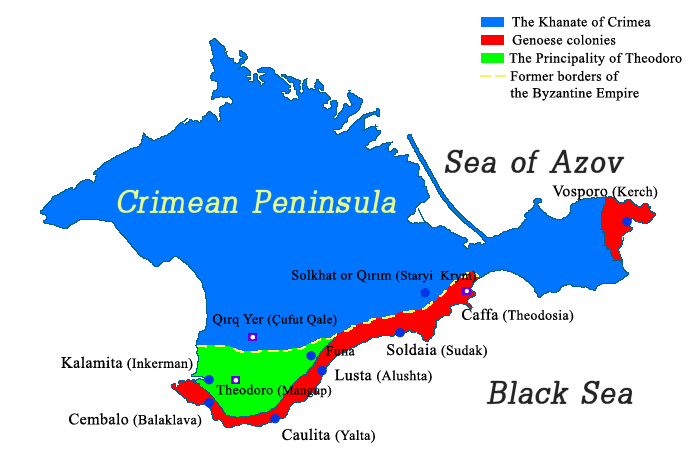
Khanat der Krim im 15. Jahrhundert

- August: Nach dem Tod von Hacı I. Giray folgt ihm sein Sohn Meñli I. Giray gemeinsam mit seinen Brüdern als Khan der Krim nach.
- um 1466: Das Khanat Astrachan wird – noch unter Oberhoheit der Goldenen Horde – gegründet.

### Wirtschaft
- 12. Juli: Die Berg Brauerei in Ehingen an der Donau wird erstmals urkundlich erwähnt. Erzherzog Siegmund von Österreich beurkundet das Wirtshaus mit dem Recht zu Backen, Sieden und andere Metzlereien.
- Die Brauerei Märkl in Freudenberg in der Oberpfalz wird erstmals urkundlich erwähnt.

### Kultur und Religion

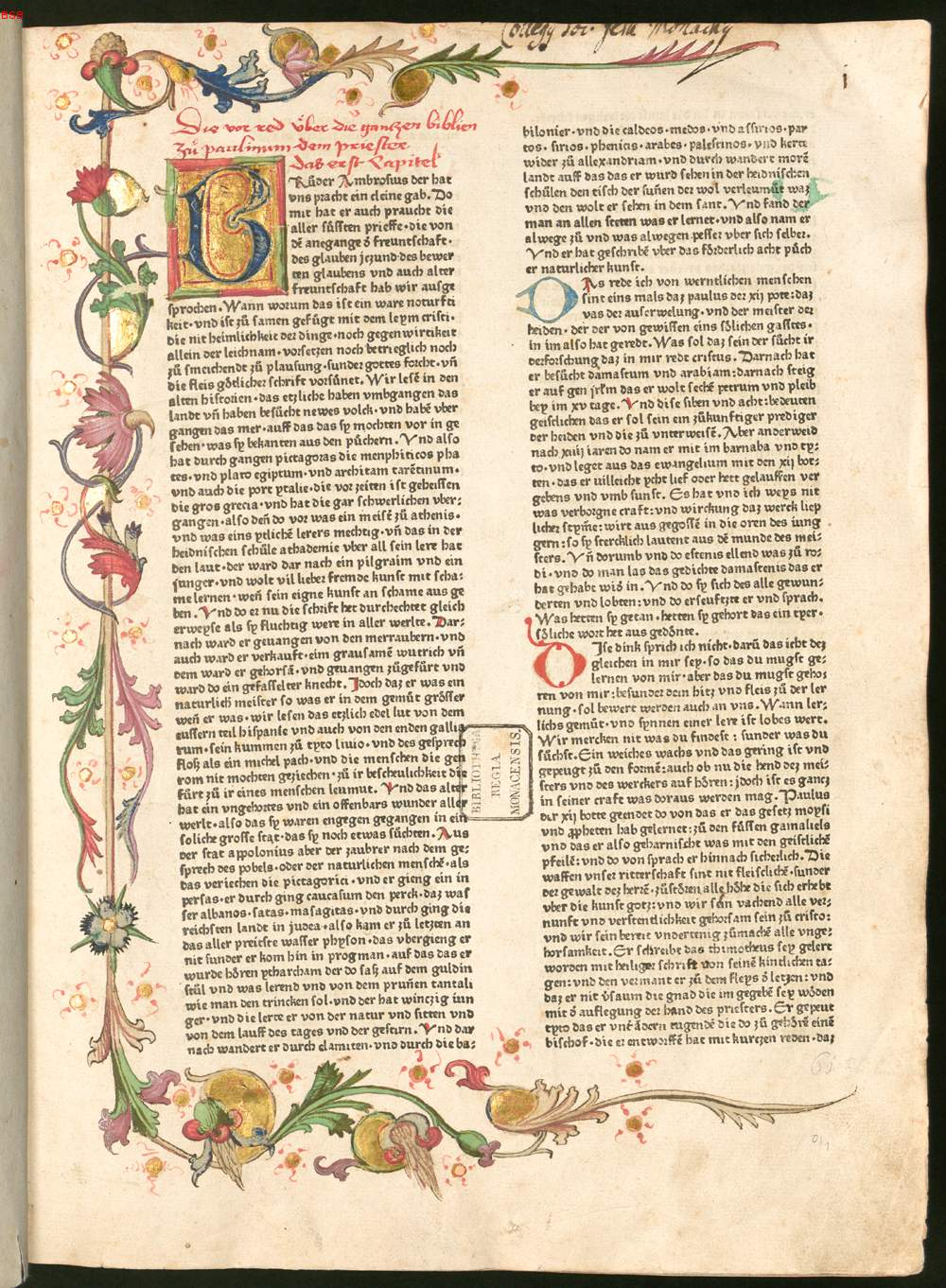
Erste Seite der Mentelin-Bibel

- In Straßburg erscheint durch den Drucker Johannes Mentelin die erste gedruckte Bibel in deutscher Sprache, die so genannte Mentelin-Bibel. Sie ist eines der ersten Druckwerke, bei dem die neu entwickelte Gotico-Antiqua-Schrift verwendet wird.
- Der deutsche Kupferstecher Meister E. S. fertigt zum 500-jährigen Jubiläum der Anerkennung der „Engelweihe“ der Marienkapelle des Klosters Einsiedeln das Gnadenbild Madonna von Einsiedeln in drei Varianten.
- In Engelberg in Württemberg wird ein Augustinereremitenkloster gegründet, das noch im gleichen Jahr vom Konstanzer Generalvikar bestätigt wird.

## Geboren

### Geburtsdatum gesichert
- 24. Januar: Jan Šlechta ze Všehrd, tschechischer Humanist, Philosoph und Diplomat († 1525)
- 11. Februar: Elizabeth of York, englische Königin, Ehefrau von Heinrich VII. und Mutter von Heinrich VIII. († 1503)
- 16. April: Johannes V. Thurzo, Fürstbischof von Breslau († 1520)
- 22. Mai: Marin Sanudo, italienischer Historiker, Schriftsteller und Tagebuchschreiber († 1536)
- 18. Juni: Ottaviano dei Petrucci, italienischer Buchdrucker und Musikverleger († 1539)
- 29. Juni: Els von Gemmingen, Priorin des Magdalenenklosters in Speyer († 1532)
- 04. Juli: Wilhelm I., Landgraf von Hessen († 1515)
- 05. Juli: Giovanni Sforza, Herr von Pesaro († 1510)
- 10. August: Gianfrancesco II. Gonzaga, Markgraf von Mantua († 1519)
- 16. November: Francesco Cattani da Diacceto, italienischer Humanist und Philosoph († 1522)
- 30. November: Andrea Doria, genuesischer Admiral und Fürst von Melfi († 1560)
- November/Dezember: Franz Phoebus, König von Navarra († 1483)
- 01. Dezember: Agostino Chigi, italienischer Bankier und Mäzen, einer der reichsten Männer seiner Zeit († 1520)

### Genaues Geburtsdatum unbekannt
- Giovanni Filoteo Achillini, italienischer Gelehrter und Dichter († 1538)
- Marx Sittich von Ems, süddeutscher Landsknechtsführer († 1533)
- Alfonso Franco, sizilianischer Maler und Silberschmied († 1523)
- Charles I. de Lalaing, flämischer Adeliger († 1525)

### Geboren um 1466
- vermutlich am 28. Oktober 1466/67/69: Erasmus von Rotterdam, europäischer Humanist, Theologe, Philosoph, Philologe und Autor († 1536)
- Balthasar Düring, deutscher Theologe, Reformator († 1529)
- Hartmann II. von Kirchberg, Fürstabt des Klosters Fulda († 1529)

## Gestorben

### Januar bis April
- 31. Januar: Arnold Westphal, Bischof von Lübeck (* 1399)
- 16. Februar: Burkhard von Weißpriach, Erzbischof von Salzburg (* 1420/1423)
- 06. März: Francesco I. Sforza, Herzog von Mailand (* 1401)
- 07. März: Georg von Andlau, Dompropst in Basel und erster Rektor der Universität Basel (* um 1390)
- 09. März: Dietrich III. von Bocksdorf, Rektor der Universität Leipzig und Bischof von Naumburg
- 14. März: Rucker von Lauterburg, Rektor der Universität Leipzig, Domherr und Generalvikar des Bistums Speyer (* um 1400)
- 10. April: Johann V., Graf von Hoya (* um 1395)
- 11. April: Johann III. von Grumbach, Bischof von Würzburg
- 11. April: Guillaume de Varax, Bischof von Belley und Lausanne
- 13. April: Albrecht Pfister, deutscher Buchdrucker und Verleger (* um 1420)
- 13. April: Burkhard II. von Randegg, Bischof von Konstanz
- vor dem 26. April: Giovanni Tortelli, italienischer Humanist (* um 1400)

### Mai bis August
- 22. Mai: Stjepan Vukčić Kosača, Großvojwode von Bosnien (* 1405)
- 30. Juni: Peter von Aragón, portugiesischer Politiker und Militär (* 1429)
- 24. Juli: Johann III. von Werder, Bischof von Merseburg
- 28. Juli: Jean de Luxembourg, Herr von Haubourdin (* um 1400)
- 13. August: Ital Reding der Jüngere, Schwyzer Landammann und Hauptmann im Alten Zürichkrieg (* 1410)
- 16. August: Winnemar Gruters von Wachtendonk, Priester, Offizial und Generalvikar des Erzbistums Köln
- zw. 26. Mai und 20. August: Heinrich, Herzog zu Mecklenburg-Stargard mit Neubrandenburg, Stargard, Strelitz und Wesenberg (* vor 1412)
- August: Hacı I. Giray, Begründer des Khanats der Krim

### September bis Dezember
- 06. September: Henri Arnaut de Zwolle, flämischer Arzt, Astronom und Musiktheoretiker (* um 1400)
- 25. oder 26. September: Ulrich I., Graf von Ostfriesland (* um 1408)
- 26. September: Ralph Shirley, englischer Esquire (* 1408)
- 30. Oktober: Johannes Fust, deutscher Buchdrucker, Verleger und Geschäftspartner Gutenbergs (* um 1400)
- 13. Dezember: Donato di Niccolò di Betto Bardi, genannt Donatello, italienischer Bildhauer (* um 1386)

### Genaues Todesdatum unbekannt
- Walter Back, deutscher Offizial
- Tideman Hadewerk, Ratsherr der Hansestadt Lübeck
- Heinrich Lange, Chronist und Bürgermeister der Hansestadt Lüneburg
- Gerhard von Minden, Bürgermeister der Hansestadt Lübeck
- Isotta Nogarola, italienische Humanistin und Autorin (* 1418)
- Enguerrand Quarton, französischer Maler und Buchmaler (* 1412/1415)
- Hans Schlief, Bürgermeister von Kolberg
- Pero Díaz de Toledo, kastilischer Jurist und Humanist (* 1410)